# Chum Ehelepola

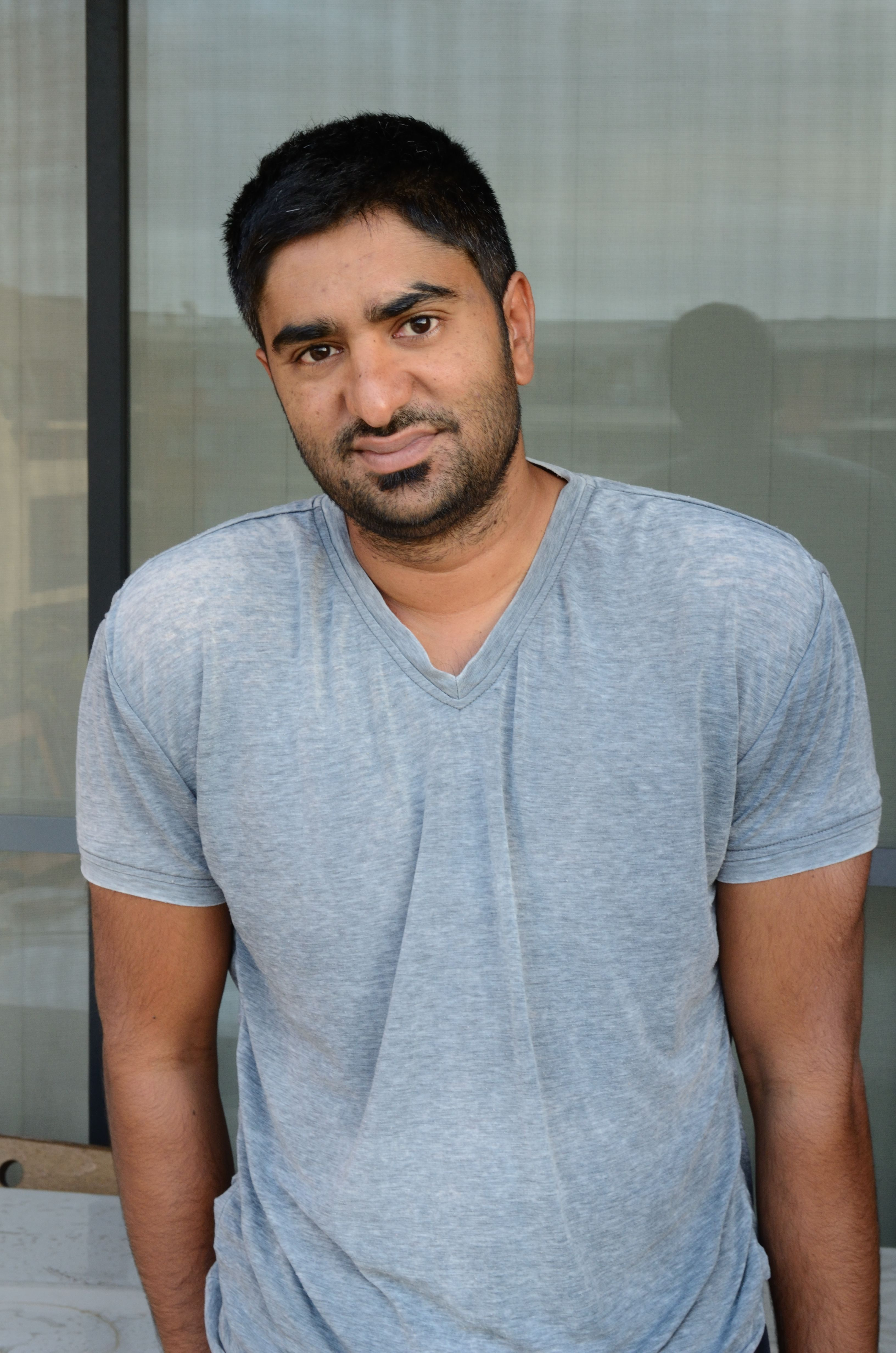
Chum Ehelepola (2012)

Chum Ehelepola (* in Neuseeland) ist ein neuseeländischer Schauspieler, Drehbuchautor und Filmregisseur.

## Leben
2005 hatte Ehelepola mit acht Folgen in der Fernsehserie The Surgeon sein Fernsehdebüt. 2006 hatte er seine erste Filmrolle in Playing with Piranhas. Er spielte 2014 in der Fernsehserie Sequestered einen größeren Handlungsbogen. Am Anfang seiner Karriere war er in je zwei Kurzfilmen Regisseur und Drehbuchautor.

## Filmografie
- 2005: The Surgeon (Fernsehserie, 8 Folgen)
- 2006: Playing with Piranhas
- 2007: Cross Life
- 2007: All Saints (Fernsehserie, Folge 10x33)
- 2007: Comedy Inc. (Fernsehserie, Folge 5x20)
- 2008: Lovely Scary Wolves
- 2011: Laid (Fernsehserie, Folge 1x02)
- 2011: Sea Patrol (Fernsehserie, Folge 5x06)
- 2012: The Straits (Miniserie, 5 Folgen)
- 2012: Redfern Now (Fernsehserie, Folge 1x02)
- 2012: A Moody Christmas (Miniserie, 4 Folgen)
- 2013: Bones – Die Knochenjägerin (Bones, Fernsehserie, Folge 9x03 Wer war schlecht für den Schlachter?)
- 2014: Courtside (Fernsehserie, 6 Folgen)
- 2014: How to Talk Australians (Miniserie, Folge 1x01)
- 2014: Sequestered (Fernsehserie, 12 Folgen)
- 2015: Super Awesome!
- 2016: Rake (Fernsehserie, Folge 4x07)
- 2016: The Heart Guy (Doctor Doctor, Fernsehserie, Folge 1x06)
- 2016: No Activity (Fernsehserie, 3 Folgen)
- 2017: Throwing Shade (Attitudes!, Fernsehserie, Folge 1x07)
- 2017: Lady Dynamite (Fernsehserie, Folge 2x06)
- 2018–2019: Lodge 49 (Fernsehserie, 4 Folgen)
- 2020: Mulan
- 2020: Stateless (Miniserie, 2 Folgen)
- 2021: Preppers (Fernsehserie, 6 Folgen)
- 2021–2023: Die Newsreader (The Newsreader, Fernsehserie, 12 Folgen)
- 2023: We Interrupt This Broadcast (Fernsehserie, 4 Folgen)
- 2023: One Night (Fernsehserie, 4 Folgen)